# Ri Su Yong
Ri Su Yong (kor. 리수용, ur. 15 czerwca 1940) – północnokoreański polityk i dyplomata. W latach 2014–2016 minister spraw zagranicznych Koreańskiej Republiki Ludowo-Demokratycznej. Wieloletni deputowany do Najwyższego Zgromadzenia Ludowego KRLD.

## Kariera
Studia ukończył na Uniwersytecie im. Kim Ir Sena oraz na Uniwersytecie Spraw Międzynarodowych w Pjongjang. W latach 1973–1979 pracował jako dyrektor Biura Organizacji Międzynarodowych w Ministerstwo Spraw Zagranicznych KRLD. W latach 80. był przedstawicielem KRLD przy misji Organizacji Narodów Zjednoczonych w Genewie. Potem pracował w afrykańskich ambasadach KRLD. W latach 90. był ambasadorem KRLD w Szwajcarii. W 2002 został zastępcą dyrektora Departamentu Organizacji i Kierownictwa Partii Pracy Korei.
W grudniu 2011 znalazł się na 152. miejscu w Komitecie Żałobnym Kim Dzong Ila. W latach 2014–2016 Ri Su Yong pełnił funkcję ministra spraw zagranicznych Koreańskiej Republiki Ludowo-Demokratycznej. Na swoje stanowisko został powołany podczas pierwszej sesji 13. Najwyższego Zgromadzenia Ludowego. W 2014 uczestniczył w Zgromadzeniu Ogólnym ONZ. W 2015 wziął udział zgromadzeniu ogólnym z okazji 70. rocznicy powstania ONZ.
W kwietniu 2014 udał się z wizytą do Indii, gdzie spotkał się z tamtejszą minister spraw zagranicznych Sushmą Swaraj. Omówiono północnokoreański program nuklearny i kwestie bezpieczeństwa regionalnego. Ri spotkał się również z wiceprezydentem Indii Mohammadem Hamidem Ansarim. Polityk prawdopodobnie starał się o indyjską pomoc gospodarczą lub zwiększenie handlu. W maju 2016, po odejściu z funkcji ministerialnej, został pełnoprawnym członkiem Komitetu Centralnego Partii Pracy Korei oraz Biura Politycznego tej partii. Objął również stanowiska dyrektora Departamentu Stosunków Międzynarodowych Partii Pracy Korei. W 2017 został wybrany przewodniczącym Komisji Dyplomatycznej Najwyższego Zgromadzenia Ludowego.
12 czerwca 2018 w Singapurze towarzyszył Kim Dzong Unowi podczas jego spotkania z prezydentem Stanów Zjednoczonych Donaldem Trumpem.

## Ordery i odznaczenia
- Order Kim Dzong Ila (2012)[9]